# Jon Lilygreen
Jon Lilygreen (Newport, 4 agosto 1987) è un cantante gallese.

## Biografia
Jon Lilygreen è nato a Newport, in Galles.
Nel 2010 è stato selezionato con i The Islanders per rappresentare Cipro all'Eurovision Song Contest 2010 con la canzone Life Looks Better In Spring.
Nel mese di ottobre diventa un componente degli Editions con i quali intraprenderà da aprile 2011 un tour nel Regno Unito.